# London Racers
Die London Racers sind ein ehemaliger englischer Eishockey-Verein aus London. Der Verein wurde 2003 als Nachfolger der 1936 gegründeten Harringay Racers ins Leben gerufen. Aufgrund einer unzureichenden Eisanlage schob der Verein seine weiteren Eishockey-Aktivitäten bis auf Weiteres auf.

## Geschichte

### Saison 2003/04
Gegründet und organisiert in nur wenigen Wochen, spielten die Racers ihre Heimspiele im Alexandra Palace. Die erste Saison gestaltete sich dabei sehr schwierig, wodurch die Mannschaft in 40 Spielen sieglos blieb, bis sie schließlich einen 3:0-Sieg über die Cardiff Devils erreichte. Ein weiterer Sieg folgte mit dem 4:0 gegen Basingstoke Bison, indem Kultspieler Mojmir Musil zweimal traf. Kapitän Eric Zachrisson und Torhüter Evan Lindsay verdienten sich in dieser Saison exzellente Kritiken. Jason Robinson errang bei den Racers-Fans schnell Heldenstatus, aufgrund seines Einsatzes auf dem Eis und der Übernahme des Managements des schwedischen Trainers Peter Ekroth. Gegen Ende der Saison versprach Vereinsbesitzer Roger Black, dass diese Saison die erste eines Drei-Jahres-Plans zum Erreichen der EIHL Play-Offs und letztlich dem Streben nach dem Titel gewesen sei.

### Saison 2004/05
Die London Racers zogen zur neuen Saison in das 1200 Zuschauer fassende Lee Valley Ice Centre in Leyton, East London. Obwohl die Arena von einigen als zu klein für Elite League Eishockey galt, wurde sie zur Heimat der Racers-Fans. Das Management schürte während der Saisonvorbereitung die Hoffnung der Fans, als angekündigt wurde, dass die britische Eishockey-Ikone und frühere NHL-Draft Dennis Maxwell Trainer werden würde. Maxwell und sein Co-Trainer Robinson setzten in ihrer Kaderzusammenstellung auf starke und talentierte Spieler, die den Willen zum Sieg erkennen ließen. Erfahrene Spieler, wie Ian MacIntyre und Steve Moria sollten die jungen britischen Talente Mark Thomas, Adam Dobson, Richard Hargreaves und Jason Hewitt führen. Die daraus resultierende harte Spielweise der Racers wurde in der Liga oft kritisiert. Für die eigenen Fans waren die Spiele dagegen oft unterhaltsam. Besonders der Kanadier Jeremy Cornish überspielte sein fehlendes Eishockey-Talent durch sein hartes Körperspiel, mit dem er vielen sogenannten Raubeinen in der Liga das Fürchten lehrte. Dadurch wurde der junge Mann aus Ontario schnell zum Publikumsliebling in London.
Durch den Lockout in der National Hockey League konnten ebenfalls zwei Spieler aus der besten Eishockey-Liga der Welt verpflichtet werden. Der harte Verteidiger Eric Cairns und der flinke Center Scott Nichol komplettierten das Team und verstärkten die Racers durch ihre Erfahrung und ihr Talent. Nach erfolgreicher Vorrunde konnten sich die Racers erstmals für die Playoffs qualifizieren. Sie schieden jedoch bereits in der ersten Runde gegen die Cardiff Devils aus. Dennoch sorgte diese Saison für viel Optimismus bei den Racers-Fans für die folgende Saison.

### Saison 2005/06
Die stetige Entwicklung der Racers kam am 21. November 2005 zu einem schnellen Ende. Am 5. November, während eines Spiels gegen die Nottingham Panthers, zog sich der slowenische Verteidiger Blaz Emersic schwere Gesichtsverletzungen zu, nachdem er mit einem aus der Bande herausstehenden Gegenstand zusammenstieß. 8 Tage später, am 13. November, brach ein Stück aus der Plexiglas-Scheibe. Obwohl niemand dabei verletzt wurde, kamen Sicherheitsbedenken auf. Dieselbe Stelle der Scheibe brach beim folgenden Training erneut heraus. Daraufhin wurde, aufgrund der nicht gewährleisteten Sicherheit für Spieler und Zuschauer, das Lee Valley Ice Centre geschlossen.
Für den Verein war allerdings kein neuer Austragungsort für ihre Heimspiele zu finden, so dass sich der Verein am 21. November dafür entschied, die Mannschaft aus dem Ligabetrieb zurückzuziehen.